# Daniel Schaefer
Daniel Schaefer (ur. 25 stycznia 1936, zm. 16 kwietnia 2006) – amerykański polityk związany z Partią Republikańską.
W latach 1983–1999 był przedstawicielem szóstego okręgu wyborczego w stanie Kolorado w Izbie Reprezentantów Stanów Zjednoczonych.